# Flin Flon
Flin Flon è un comune (city) del Canada, situato al confine tra il Manitoba ed il Saskatchewan.